# Референдуми за приемане на Европейската конституция
Референдумите за приемане на Европейската конституция са проведени в няколко държави от Европейския съюз.
Във Франция и Нидерландия се гласува „не“ на ратификацията на проекта за конституция, което прави невъзможно влизането му в сила.

## Франция
Зададеният на народа въпрос във Франция е:
| „ | Френски: Approuvez-vous le projet de loi qui autorise la ratification du traité établissant une Constitution pour l'Europe? Превод: Одобрявате ли проектозакона, който позволява ратифицирането на проекта, въвеждащ Европейска конституция? | “ |

На този въпрос 54,68 % от гласоподавателите отговарят с „не“. Отрицателният вот води до оставката на първия министър Жан-Пиер Рафарен, който заедно с другите водещи фигури от френския политически елит е ангажиран в кампанията за положителен вот. Проектът е подкрепен от основните политически партии във Франция, включително управляващата Съюз на народно движение (UMP) и френската Социалистическа партия (PS).

## Нидерландия
Зададеният въпрос в Нидерландия е:
| „ | Нидерлански: Bent U voor of tegen instemming door Nederland met het verdrag tot vaststelling van een grondwet voor Europa? Превод: За или против сте ратификацията на Проекта за Европейска конституция от страна на Нидерландия? | “ |

Отрицателно гласуват 61 % от избирателите. Поначало в нидерландския основен закон не се предвиждат референдуми. Последният е проведен през август 1797 г.

## Испания
Зададеният въпрос в Испания е:
| „ | Испански: ¿Aprueba usted el Tratado por el que se establece una Constitución para Europa? Превод: Одобрявате ли проекта за установяване на Европейска конституция? | “ |

Испанската конституция предвижда важните решения за националната политика да се вземат на референдум. На проведения на 20 февруари 2005 г. референдум 81,65 % от гласоподавателите гласуват „да“.

## Люксембург
56 % от избирателите одобряват проекта за европейска конституция. Преди вота министър-председателят Жан-Клод Юнкер заявява, че ще подаде оставка, ако проектът не бъде одобрен.

## България
Проектът за европейска конституция не е гласуван на референдум в България, тъй като е ратифициран от Народното събрание като част от Договора за присъединяване на България и Румъния към Европейския съюз.
|  | Тази страница частично или изцяло представлява превод на страницата Référendum_sur_la_constitution_européenne в Уикипедия на френски. Оригиналният текст, както и този превод, са защитени от Лиценза „Криейтив Комънс – Признание – Споделяне на споделеното“, а за съдържание, създадено преди юни 2009 година – от Лиценза за свободна документация на ГНУ. Прегледайте историята на редакциите на оригиналната страница, както и на преводната страница, за да видите списъка на съавторите. ВАЖНО: Този шаблон се отнася единствено до авторските права върху съдържанието на статията. Добавянето му не отменя изискването да се посочват конкретни източници на твърденията, които да бъдат благонадеждни. |